# 信号旗特种部队
信号旗特种部队（俄语：Вымпел），或稱：“温佩爾小組”，是俄罗斯联邦的特种部队之一，目前隶属于俄罗斯联邦安全局特别用途中心V科（俄语：Управление «В» Центра специального назначения ФСБ России）。

## 历史

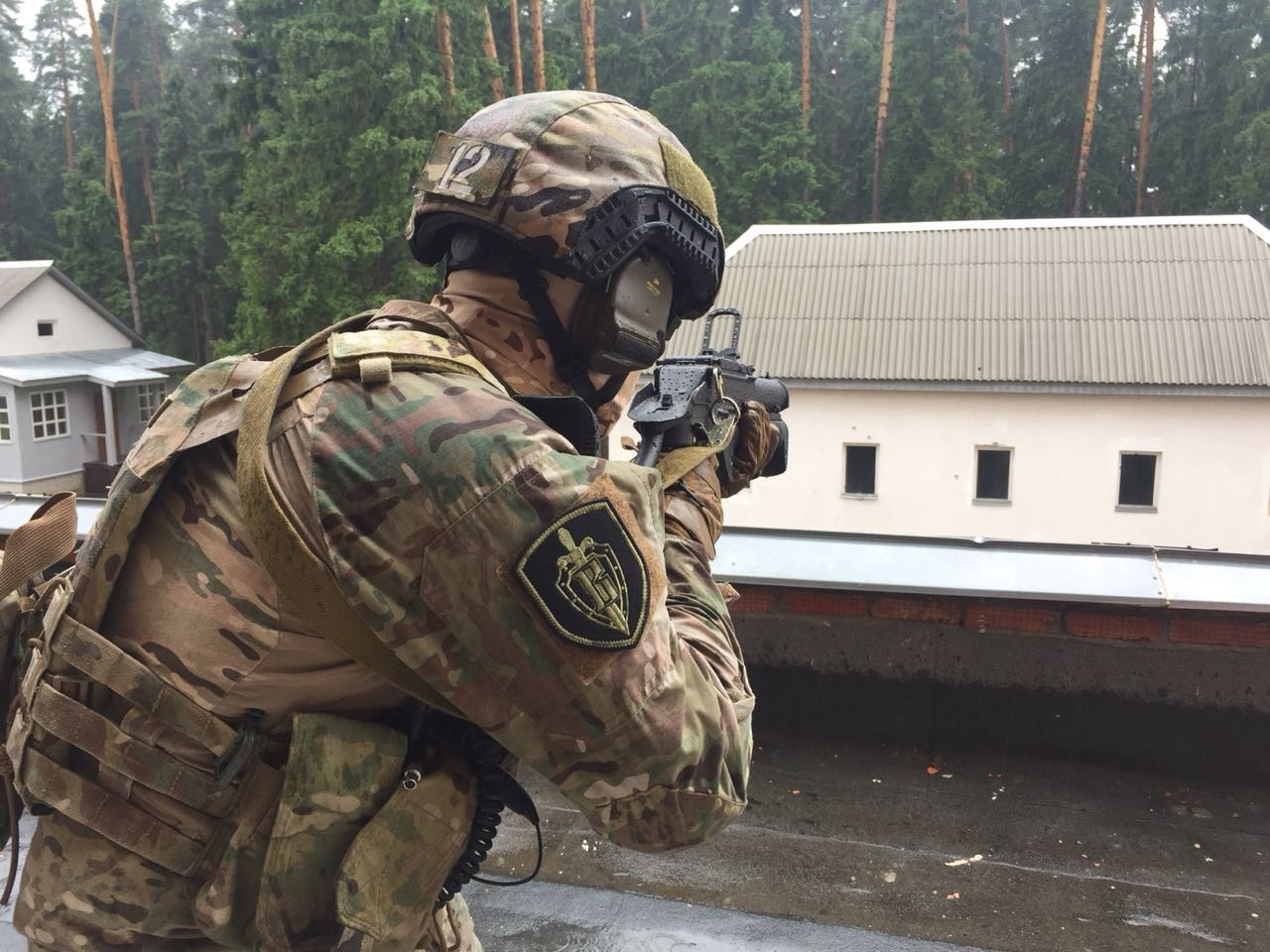
一名信號旗部隊幹員，攝於2018年

“信号旗”的前身是苏联克格勃为“风暴-333”行动而组建的“天顶-2”（Зенит-2）临时支队，1981年8月19日，在克格勃主席尤里·安德罗波夫和克格勃第1总局S局（特别行动局）局长尤里·伊万诺维奇· 德罗茨多夫倡议下，苏联共产党中央政治局和苏联部长会议批准了成立信号旗特种部队。在苏联时期，信号旗特种部队是克格勃第1总局S局（特别行动局）下属的部队，信号旗特种部队在成立时被定位为在进行暗杀、破坏、侦察的军队系特种部队，所有的信号旗特种部队成员都被要求至少会两门外语，以方便在外国执行任务。
苏联解体后，信号旗特种部队被俄罗斯联邦国家安全部（俄语：Министерству безопасности Росси́йская Федера́ция）接管，后来又被俄罗斯联邦国家安全部的后继者联邦反间谍局接管，1993年10月，在俄罗斯宪政危机中，信号旗特种部队接到命令去进攻俄罗斯最高苏维埃所在地——白宫，但是信号旗特种部队拒绝了这一要求。同一年，信号旗特种部队被下令调往内务部，还要负责培训OMOH与SOBR，由於無法接受自己由原來的軍人身份降格為警員，278名隊員中只有49名成员选择繼續留在部隊服役。剩下的成员組成的部隊被内务部重新命名“织女星特种部队”。直至1995年8月，俄罗斯联邦安全局重新接管并恢复原名“信号旗”，信号旗特种部队随后隶属于联邦安全局特別用途中心V科。信号旗特种部队参与了2000年3月的逮捕萨尔曼·拉杜耶夫的行动和2004年别斯兰人质事件。
2019年6月，7名聯邦安全局人員涉及一宗劫案被警方拘捕，當中3人為阿爾法小組的幹員、1人為信號旗小組幹員、2人為K部門幹員，其餘1人則來自聯邦安全局學院。據指，7人涉嫌在6月10日打劫一名進入銀行的企業家，並從其身上盜取1,360萬盧布（約210萬美元），7人先把現金平均分掉，再把餘下的分發給銀行職員作掩口費。另一消息則指這些FSB人員利用偽造的搜查令進入銀行，並盜取了1,400萬盧布（約220萬美元）。

## 已知裝備

### 個人武器

#### 突擊步槍
| 武器名稱  | 原產地 | 備註                 |
| --------- | ------ | -------------------- |
| AKM／AKMS | 苏联   | 已退役               |
| AK-74     | 苏联   | 現役版本經現代化改裝 |
| AKS-74U   | 苏联   | 現役版本經現代化改裝 |
| AK-74M    | 俄羅斯 | 現役版本經現代化改裝 |
| AK-103    | 俄羅斯 | 現役版本經現代化改裝 |
| AK-104    | 俄羅斯 | 現役版本經現代化改裝 |
| AK-105    | 俄羅斯 | 現役版本經現代化改裝 |
| AEK-971   | 俄羅斯 | -                    |
| AS巨浪    | 苏联   | 消音突擊步槍         |
| SR-3旋風  | 俄羅斯 | 採用型號包括SR-3M    |

#### 狙擊步槍
| 武器名稱    | 原產地 | 備註         |
| ----------- | ------ | ------------ |
| SVD         | 苏联   | -            |
| SV-98       | 俄羅斯 | -            |
| VSS溫托雷斯 | 苏联   | 消音狙擊步槍 |

#### 衝鋒槍
| 武器名稱 | 原產地 | 備註 |
| -------- | ------ | ---- |
| 勇士-SN  | 俄羅斯 | -    |
| SR-2希瑟 | 俄羅斯 | -    |
| B&T MP9  | 瑞士   | -    |

#### 機槍
| 武器名稱    | 原產地 | 備註 |
| ----------- | ------ | ---- |
| RPK-74      | 苏联   | -    |
| PKM         | 苏联   | -    |
| PKP佩切涅格 | 俄羅斯 | -    |

#### 手槍
| 武器名稱   | 原產地 | 備註                  |
| ---------- | ------ | --------------------- |
| PM         | 苏联   | 已退役                |
| PB         | 苏联   | 已退役                |
| APS        | 苏联   | 已退役；包括衍生型APB |
| MP-443烏鴉 | 俄羅斯 | -                     |
| 克拉克17   | 奥地利 | -                     |

#### 榴彈發射器
| 武器名稱      | 原產地        | 備註               |
| ------------- | ------------- | ------------------ |
| GP-25／30／34 | 苏联 · 俄羅斯 | 下掛於步槍護木之下 |
| GM-94         | 俄羅斯        | -                  |

#### 火箭推進榴彈
| 武器名稱 | 原產地 | 備註                   |
| -------- | ------ | ---------------------- |
| RPG-7    | 苏联   | 可重新裝填             |
| RPG-18   | 苏联   | 一次性                 |
| RPG-22   | 苏联   | 一次性                 |
| RPG-26   | 苏联   | 一次性                 |
| RPO-A    | 苏联   | 一次性，用作火焰噴射器 |

### 個人裝備
- 作戰服
  - ／ KLMK迷彩罩衣（已退役）
  -  Gorka罩衣（已退役）
  -  SS-Leto（Partizan SS）迷彩罩衣（已退役）
  - ／ 英軍DPM（英语：Disruptive Pattern Material）迷彩服或仿製品（已退役）
  - 黑色工作服
  -  多地形迷彩樣式作戰服
  -  A-TACS FG樣式作戰服
- 戰術頭盔
  -  PSH-77（已退役）
  - ／ 阿爾金（已退役）
  -  Fort Voin Kiver RSP
  -  Ops-Core FAST Ballistic或仿製品
  -  Ops-Core FAST Bump
  -  Team Wendy EXFIL LTP
  -  LShZ-1+
  -  5.45 Design Spartan系列
- 抗噪耳機
  -  3M Peltor Comtac XPI
- 夜視儀
- 無線電
- 攜板背心／護甲
  -  ZHZT-71（已退役）
  - ／ 6B5系列（已退役）
  -  Fort Redut（已退役）
  -  Fort Dragon（已退役）
  -  Fort Defender系列
  -  Fort Gladiator
  -  Crye Precision JPC
- 防彈盾
  -  Fort Vant-VM
- 各種手榴彈
- 潛水器材